# Anthocoris musculus
Anthocoris musculus är en insektsart som först beskrevs av Thomas Say 1832.  Anthocoris musculus ingår i släktet Anthocoris och familjen näbbskinnbaggar. Inga underarter finns listade i Catalogue of Life.